# 加里·彼得斯
加里·彼得斯（英語：Gary Peters；1958年12月1日—），是一位美國民主黨政治人物，2015年起擔任密歇根州美國參議院議員。在當選為聯邦參議員前，他曾分別在2013年至2015年擔任代表密歇根州第十四國會選區及2009年至2013年擔任代表密芝根州第九國會選區的美國眾議院議員。
彼得斯早年曾加入美國海軍，亦從事投資顧問達22年和在學術界短暫工作。1991年，彼得斯首次晉身羅切斯特山市議會，後於1995年至2002年期間擔任密歇根州參議院第十四選區代表議員。其後在2002年成為密芝根州律政廳長的民主黨被提名人，單最後以些微差距輸給共和黨的麥克·考克斯。然後，他在2003年被州長珍妮弗·格蘭霍姆任命為密歇根州彩票專員，直到2008年他辭職競選眾議院議員為止。
2014年，彼得斯在中期選舉中成功繼承卡爾·列文當選為密歇根州美國參議院議員。他在民主黨初選無人競爭下成為黨內被提名人，並於大選擊敗共和黨對手特麗·林恩·蘭特。他是2014年參議院選舉中唯一贏得選舉的的非原任民主黨議員，同時是第114屆美國國會中唯一參議院民主黨新人。

## 延伸閱讀
- Background and collected news at The Washington Post
- 美國國會國家人物傳記大辭典中的傳記
- 由華盛頓郵報維護的投票記錄
- 智慧投票计划中的傳記、投票紀錄及利益集團評級
- Congressional profile at GovTrack
- Congressional profile at OpenCongress
- Issue positions and quotes at On the Issues
- Financial information at OpenSecrets.org
- Staff salaries, trips and personal finance at LegiStorm.com
- 聯邦選舉委員會中的競選財務報告和數據
- Appearances on C-SPAN programs
- Profile at Ballotpedia

## 外部連結
- 加里·彼得斯（页面存档备份，存于）參議院官方網站
- 加里·彼得斯參議員競選網站
- 中的“Gary Peters”
- C-SPAN內的頁面（英文）

| 美国众议院                | 美国众议院                                                            | 美国众议院             |
| ------------------------- | --------------------------------------------------------------------- | ---------------------- |
| 前任者： 喬·諾倫伯格      | 密芝根州第九國會選區 眾議院議員 2009年－2013年                        | 繼任者： 桑德·萊文     |
| 前任者： 約翰·科尼爾斯    | 密歇根州第十四國會選區 眾議院議員 2013年－2015年                      | 繼任者： 布倫達·勞倫斯 |
| 政党职务                  |                                                                       |                        |
| 前任者： 卡爾·列文        | 美國參議員密歇根州民主黨被提名人 （第2類） 2014年、2020年             | 最新的                 |
| 美国参议院                |                                                                       |                        |
| 前任者： 卡爾·列文        | 密歇根州第2類參議員 2015年－ 與黛比·史戴比拿、埃莉萨·斯洛特金同時在任 | 現任                   |
| 前任者： 克蕾兒·麥卡斯基  | 参议院国土安全和政府事务委员会高阶委员 2019–2021                      | 繼任者： 罗伯·波特曼   |
| 前任者： 羅恩·詹森        | 参议院国土安全和政府事务委员会主席 2021—至今                          | 現任                   |
| 美國排位名單              |                                                                       |                        |
| 前任者： 雪萊·摩爾·卡皮托 | 美國參議員資歷 第57位                                                 | 繼任者： 比爾·卡西迪   |